# Calciumchloraat
Calciumchloraat is een chloraatzout met de formule Ca(ClO3)2.
Het zout is een heel sterke oxidator die maar weinig wordt gebruikt in pyrotechnische composities. Toch heeft het wel bepaalde eigenschappen die het toch een interessante stof maken, zo kunnen er prachtige rood/roze composities mee gemaakt worden. 

## Productie
Eerst wordt door middel van elektrolyse natriumchloraat uit natriumchloride geproduceerd, waarna calciumchloraat kan worden verkregen met een neerslagreactie met een oplossing van calciumchloride. 

## Toxicologie en veiligheid
Omdat het hier op een chloraatzout betreft mag het absoluut nooit met zwavel worden gemengd, omdat dit in een spontane ontploffing/ontbranding kan resulteren. Het zout is schadelijk voor de gezondheid, het dragen van een mondkapje en een veiligheidsbril is daarom aangeraden.